# Bernardo de Corleone
Bernardo de Corleone (Corleone, 6 de febrero de 1605 - Palermo, 12 de enero de 1667), cuyo verdadero nombre era Filippo Latini, fue un religioso italiano, hoy consagrado como santo por la Iglesia católica. Provenía de una familia muy religiosa, su padre era zapatero y uno de sus hermanos era sacerdote.
Vistió los hábitos de la Orden de los Hermanos Menores Capuchinos, y pasó la mayor parte de su vida en el convento de Palermo hasta su fallecimiento, adquiriendo fama de santidad. Su proceso de santificación se inició seis años después de su muerte, en 1673, declarándose beato de la Iglesia el año 1768 por el papa Clemente XIII. Fue finalmente proclamado santo por Juan Pablo II, en 2001.
En la liturgia es recordado el 12 de enero.